# Пушкін Анатолій Іванович
Анато́лій Іва́нович Пу́шкін (30 травня 1915, с. Суконниково, тепер Можайського району Московської області, Російська Федерація — 15 квітня 2002, Москва) — радянський льотчик-бомбардувальник, генерал-лейтенант авіації (9.05.1961), Герой Радянського Союзу (12.08.1942), заслужений військовий льотчик СРСР (16.08.1966). Батько відомої рок-поетеси Маргарити Пушкіної. Депутат Верховної Ради УРСР 7-го скликання.

## Біографія
Народився 17 (30) травня 1915 року в родині робітника. Після смерті батька у 1928 році разом із родиною переїхав до Москви. Після навчання в школі вступив на токарні курси заводу «Аремз». Працював механіком в авторемонтних майстернях. Навчався в аероклубі Бауманського району Москви.
У Червоній армії з 1933 року. Вступив у Єйську льотну школу. Потім, у грудні 1933 року, переведений до Луганської військової авіаційної школи пілотів, яку закінчив у 1934 році. Служив у авіаційній бригаді в містах Вітебську та Смоленську. Військове звання лейтенант присвоєно в 1937 році.
У 1938 році направлений до Китаю у складі бомбардувальної ескадрильї. Під час одного з бойових вильотів літаків Пушкіна був підбитий, довелося здійснити посадку в горах без шасі. За бойову роботу в Китаї був нагороджений першим орденом Червоного Прапора. Член ВКП(б) з 1939 року.
Разом з полком брав участь у вторгненні Червоної Армії до Польщі в 1939 році і в радянсько-фінській війні 1939—1940 років. За виконання бойових завдань нагороджений другим орденом Червоного Прапора.
У березні 1940 року призначений на посаду помічника командира 135-го бомбардувального авіаполку в Харкові.
На фронтах німецько-радянської війни з липня 1941 року. У жовтні 1941 року призначений командиром 52-го ближньобомбардувального авіаполку.
Звання Героя Радянського Союзу присвоєно 12 серпня 1942 року за зразкове виконання бойових завдань і ефективні результати бойових дій полку.
У серпні 1942 року призначений на посаду заступника командира бомбардувальної авіаційної дивізії. Дивізія брала участь у захопленні Прибалтики (у складі 15-ї повітряної армії) і боях за Берлін (у складі 16-ї повітряної армії, 1-й Білоруський фронт).
Після війни до 1950 року служив у Грузинській РСР на посаді командира авіаційної дивізії. У січні 1950 року призначений до інспекторської групи при Головнокомандувачі ВПС СРСР. У 1952—1954 роках навчався в Академії Генерального штабу СРСР.
Після навчання служив у Прибалтиці заступником командира авіаційного корпусу, командиром дивізії, заступником командувача повітряної армії.
З 1959 по 1967 рік — командувач ВПС Південної групи військ, потім командувач 36-ї повітряної армії у складі Південної групи військ (з квітня по листопад 1967 року). Продовжив службу в Головному штабі Військово-повітряних сил СРСР.
У 1975 році звільнений за віком в запас з посади заступника начальника Військово-повітряної інженерної академії імені Жуковського в званні генерал-лейтенанта авіації.
До 1989 року працював у Науково-дослідному центрі автоматизації управління повітряним рухом Міністерства цивільної авіації СРСР.
У 1991 році був обраний президентом міжрегіональної асоціації воїнів-інтернаціоналістів (МАВІ).
Помер і похований у Москві на кладовищі «Ракитки».

## Нагороди

### Російська Федерація
- Орден Жукова (25.04.1995);
- орден Дружби;
- медалі РФ.

### СРСР
- Медаль «Золота Зірка» Героя Радянського Союзу № 698 (12.08.1942);
- орден Леніна (12.08.1942);
- п'ять орденів Червоного Прапора (у тому числі 1938, 1940, 1953);
- орден Суворова 2 ступеня (29.05.1945);
- орден Суворова 3-го ступеня (07.04.1945);
- орден Вітчизняної війни 1 ступеня (11.03.1985);
- три ордени Червоної Зірки (у тому числі 09.08.1941, 1948);
- орден «Знак Пошани»
- медалі СРСР.
- Заслужений військовий льотчик СРСР (16.08.1966).

### Іноземні нагороди
- Орден «За заслуги перед Вітчизною» в сріблі (1975, Німецька Демократична Республіка)
- орден Червоної Зірки (Угорська Народна Республіка).